# Bleckbergens urskog
Bleckbergens urskog är ett naturreservat i Hudiksvalls kommun i Hälsingland.
Reservatet omfattar bara 4 hektar av väst- och sydsluttningarna av en ås som skjuter ut från Bleckbergen. Här finns gammal skog. Tallar som är 400 år och granar som är 250 år. Skogen har fått utvecklas fritt under lång tid och därför har området fått urskogskaraktär. Död gammal ved förekommer rikligt. I dessa miljöer kan man få se rovfåglar, ugglor och hackspettar.

I den västra delen av reservatet finns ett mindre kärr med värdefulla växtarter.
Området är beläget 15 km väster om Enånger och är skyddat sedan 1981. 

## Källa
- Länsstyrelsen, naturreservat Bleckbergens urskog

1. 1 2 3 4  Skyddade områden, naturreservat, 18 december 2015, läs onlineläs online, läst: 20 januari 2017.[källa från Wikidata]
2. ↑  Skyddade områden, naturreservat, 25 februari 2020, läs onlineläs online, läst: 25 februari 2020.[källa från Wikidata]